# كمبر غودوين
كمبر غودوين (بالإنجليزية: Kemper Goodwin)‏ هو مهندس معماري أمريكي، ولد في 28 أبريل 1906 في تمبي في الولايات المتحدة، وتوفي في 24 ديسمبر 1997.